# Episodi di The Diplomat (prima stagione)
La prima stagione della serie televisiva The Diplomat, composta da otto episodi, è stata resa interamente disponibile sul servizio di streaming on demand Netflix il 20 aprile 2023, in tutti i Paesi in cui è disponibile.
| nº | Titolo originale           | Titolo italiano            | Pubblicazione  |
| -- | -------------------------- | -------------------------- | -------------- |
| 1  | The Cinderella Thing       | Come Cenerentola           | 20 aprile 2023 |
| 2  | Don't Call It a Kidnapping | Non si tratta di rapimento | 20 aprile 2023 |
| 3  | Lambs in the Dark          | Agnelli nelle tenebre      | 20 aprile 2023 |
| 4  | He Bought a Hat            | Il cappello                | 20 aprile 2023 |
| 5  | The Dogcatcher             | L'accalappiacani           | 20 aprile 2023 |
| 6  | Some Lusty Tornado         | Un tornado lussurioso      | 20 aprile 2023 |
| 7  | Keep Your Enemies Closer   | Tieniti stretti i nemici   | 20 aprile 2023 |
| 8  | The James Bond Clause      | La clausola James Bond     | 20 aprile 2023 |

## Come Cenerentola
- Titolo originale: The Cinderella Thing
- Diretto da: Simon Cellan Jones
- Scritto da: Debora Cahn

### Trama
Un siluro colpisce la portaerei della marina britannica HMS Courageous nel Golfo Persico, uccidendo 41 marinai. L'Iran risulta il principale sospettato. La diplomatica di carriera Kate Wyler accetta con riluttanza la riassegnazione come ambasciatrice degli Stati Uniti nel Regno Unito su richiesta del presidente degli Stati Uniti William Rayburn e del capo di gabinetto della Casa Bianca Billie Appiah. 
Arrivata a Londra con il marito Hal Wyler, viene presentata al vice capo missione Stuart Hayford e al capo della CIA Eidra Park. Appiah chiede a Hayford di scegliere Kate Wyler come potenziale sostituta della vicepresidente degli Stati Uniti. Kate Wyler incontra il ministro degli Esteri Austin Dennison e il primo ministro Nicol Trowbridge ed esprime preoccupazione per la retorica ostile di Rayburn nei confronti dell'Iran. 
Rendendosi conto che Hal ha organizzato l'incontro, Kate convince il Segretario di Stato Miguel Ganon a impedire a Rayburn di rilasciare dichiarazioni per un giorno. L'intelligence statunitense scopre una nave militare iraniana nelle vicinanze della portaerei al momento dell'attacco. Dopo aver appreso che Ganon sta cercando di licenziarla, Wyler accetta un servizio fotografico per evitare di essere licenziata. Dopo aver scoperto che i Wyler stanno progettando di divorziare, Hayford ha una discussione con Hal Wyler sulla presunta incompatibilità del loro divorzio con la nomina alla vicepresidenza di Kate. Hal viene drogato e rapito da un sicario iraniano.

## Non si tratta di rapimento
- Titolo originale: Don't Call It a Kidnapping
- Diretto da: Simon Cellan Jones
- Scritto da: Peter Noah

### Trama
Hal riprende conoscenza e riceve una telefonata dal vice ministro degli esteri iraniano, Rasoul Shahin, il quale sottolinea che l'Iran non è l'autore dell'attacco. Sostiene che l'assassinio di un generale americano in pensione (in rappresaglia per l'uccisione di Qasem Soleimani) è stato annullato al fine di prevenire un'escalation diplomatica. Dopo il suo rilascio, Hal informa Eidra dell'incontro, mentre Kate partecipa a un memoriale per i marinai caduti. 
All'evento, Trowbridge dice a una vedova in lutto che "farà passare loro le pene dell'inferno" all'Iran se saranno riconosciuti responsabili. la dichiarazione diventa virale, aumentando le tensioni. A seguito di un attacco con un veicolo che ha preso di mira una famiglia musulmana, Eidra decide di trasmettere alcune delle informazioni di Hal alla CIA prima che possano essere completamente verificate, anche se Kate non è sicura. 
Rayburn annuncia una visita a sorpresa a Londra per incontrare Trowbridge. Kate si oppone al viaggio, ma non riesce a convincere Ganon e Dennison. Kate scopre che Hal aveva informato Shahin della sua presenza a Londra attraverso un contatto in Italia. Mentre aspetta l'arrivo di Rayburn, implora Hal di lasciarla; lui le rivela la potenziale nomina alla vicepresidenza, lasciandola sbalordita.

## Agnelli nelle tenebre
- Titolo originale: Lambs in the Dark
- Diretto da: Andrew Bernstein
- Scritto da: Debora Cahn

### Trama
Kate persuade il presidente Rayburn che l'Iran non è il responsabile che si cela dietro l'attacco terroristico, rivelandogli che la fonte di tale informazione è suo marito Hal. Kate si accorda con Dennison per un pranzo tra Rayburn e Trowbridge, affinché il presidente convinca il primo ministro ad abbassare i toni. Eidra viene a sapere da Kate che Hal ha contattato Shahin per primo. 
Rayburn intende inviare una portaerei per soccorrere HMS Courageous, perché il primo ministro inglese afferma che sta affondando, ma Kate apprende da Dennison che Trowbridge ha mentito al presidente americano con lo scopo di coinvolgere gli Stati Uniti in un conflitto a fuoco con l'Iran. Kate parla con Billie Appiah della vicepresidenza ed inizia a carezzare l'idea. Tuttavia, dopo aver appreso che Hal ha fatto il suo nome alla casa bianca per salvare il loro matrimonio, Kate lo aggredisce fisicamente in giardino. Kate convince Rayburn a non mandare la portaerei e cerca di dimettersi da ambasciatrice e declina l'offerta di nomina alla vicepresidenza. Il presidente Rayburn rifiuta le dimissioni di Kate ed il capo di gabinetto Billie Appiah finge di non averla sentita.

## Il cappello
- Titolo originale: He Bought a Hat
- Diretto da: Andrew Bernstein
- Scritto da: Amanda Johnson-Zetterström

### Trama
Kate, Hayford ed Eidra formulano un piano per inviare un messaggio, nascosto in bella vista, all'intelligence iraniana. Trowbridge fa una dichiarazione pubblica sull'inversione a U di Rayburn, provocando una spaccatura nelle relazioni USA-Regno Unito. L'Iran risponde e Kate domanda a Dennison di convocare l'ambasciatore iraniano. Nonostante la contrarietà del ministro agli esteri, la CIA fa entrare di soppiatto Kate nell'ufficio di Dennison, durante l'incontro segreto con l'ambasciatore iraniano. Hayford rivela a Kate che in passato è stato un manager della campagna elettorale insieme ad Appiah e che successivamente si unì al Foreign Service per andarsene da Washington D.C. L'ambasciatore iraniano scrive il nome Roman Lenkov, capo di un gruppo mercenario russo che sembrava aver diretto e fornito finanziamenti per l'attacco terroristico, ma durante l'incontro viene colto da un malessere improvviso e muore. Quando Kate rincasa, fa sesso con Hal.

## L'accalappiacani
- Titolo originale: The Dogcatcher
- Diretto da: Liza Johnson
- Scritto da: Mia Chung, Anna Hagen e Debora Cahn (sceneggiatura); Mia Chung (soggetto)

### Trama
Kate, Hal e Hayford partecipano ad un incontro nella residenza di campagna di Dennison, per formulare una strategia sull'Iran e la Russia. Trowbridge si presenta all'incontro e chiede una dura risposta nei confronti della Russia. Il gruppo suggerisce una lista di sanzioni, ma Trowbridge insiste su un'azione militare. Dennison sottolinea che questo potrebbe suscitare una risposta nucleare. Hal e Cecilia Dennison trascorrono del tempo insieme e si baciano, mentre fanno il bagno nudi nello stagno. L'esame tossicologico rivela che la morte dell'ambasciatore iraniano è dovuta ad un infarto. Kate decide di dare a Trowbridge una lista di obiettivi russi e gli suggerisce di bombardare qualcosa.

## Un tornado lussurioso
- Titolo originale: Some Lusty Tornado
- Diretto da: Liza Johnson
- Scritto da: Anna Hagen

### Trama
Il suggerimento di Kate manda alla deriva l'incontro e Kate perde la fiducia di Dennison. Hal e Kate entrano di soppiatto nelle cucine della residenza di campagna, dove trovano Trowbridge, con il quale condividono la cena. Kate convince Trowbridge a darle la possibilità di trovare soluzioni diplomatiche non militari. Kate, Dennison e la loro squadra passano la nottata ad ideare un pacchetto di sanzioni contro gli oligarchi russi, ma il primo ministro vuole bombardare le forze russe in Siria. Kate e Dennison ammettono di provare sentimenti l'uno per l'altra. Kate capisce che Trowbridge è in contatto con Roylin, la quale ha architettato l'elezione di Trowbridge come primo ministro a spese di Dennison. Eidra non riesce a scovare chi nel governo russo ha dato l'ordine per l'attacco. Con l'aiuto di Cecilia, Kate parla con Roylin, che suggerisce di bombardare i combattenti Lenkov in Libia. Trowbridge è d'accordo, ma Ganon no. Hal intuisce che Ganon vuole diventare presidente e che cerca di mettere Rayburn in cattiva luce e suggerisce a Kate di portare il piano libico direttamente a Rayburn. Hayford ed Eidra concordano di rendere pubblica la loro relazione. Rayburn respinge l'obiezione di Ganon all'intervento militare contro Lenkov in Libia.

## Tieniti stretti i nemici
- Titolo originale: Keep Your Enemies Closer
- Diretto da: Alex Graves
- Scritto da: Peter Noah

### Trama
Kate incontra l'ambasciatore russo, il quale la informa in segreto che Lenkov si troverà in una villa nel sud della Francia. Dopo aver incontrato Billie Appiah, Hal dice a Kate che Rayburn vuole licenziare Ganon. Kate torna a Washington, D.C. per informare personalmente Rayburn, ma nella brevissima ed affollatissima riunione i suoi tentativi di parlare sono vani. Rayburn autorizza un'operazione con gli inglesi per arrestare Lenkov. Kate incontra una collega, che la informa sulla grave situazione diplomatica a Kabul, in Afghanistan. Tornato a Londra, Trowbridge esprime la sua frustrazione a Kate per il brusco dietrofront statunitense sull'intervento militare in Libia e sostiene che arrestare Lenkov non è sufficiente.

## La clausola James Bond
- Titolo originale: The James Bond Clause
- Diretto da: Alex Graves
- Scritto da: Peter Noah

### Trama
La mattina dopo che Trowbridge ha veementemente respinto il piano per arrestare Lenkov, Dennison informa Kate che Trowbridge si è innamorato dell'idea. Hanno in programma di andare a Parigi per convincere i francesi a sostenere un'operazione speciale britannica. Eidra scopre che Kate è su una ristretta lista per la carica di vicepresidente. Hayford dice ad Eidra che andrà a Washington con Kate se Kate accetterà l'incarico. Eidra si sente tradita da Hayford, perché l'ha persuasa a rifiutare l'incarico al Cairo, nonostante la loro relazione stesse per chiudersi e decide di porre fine alla loro relazione. Kate convince Hal a tenere un discorso al Chatham House al suo posto. Hal chiede che una bozza del suo discorso venga inviata a Billie Appiah. Il discorso di Hal attira l'attenzione di Merritt Grove, un deputato conservatore. Kate scopre che suo marito ha tentato di mettere Grove in contatto con Billie Appiah, e sospetta che Hal la stia manovrando per diventare segretario di stato. Kate gli proibisce di contattare Grove e ordina a Hayford di fermarlo. A Parigi, Kate riceve l'approvazione dal governo francese per l'arresto di Lenkov, ma scopre che l'operazione sarà in realtà un assassinio guidato dagli inglesi. Kate trasmette queste informazioni a Dennison, il quale era ancora convinto che l'operazione sarebbe stata un arresto. Dice a Dennison che l'unica persona a beneficiare della morte di Lenkov sarebbe stata la persona che lo ha assoldato, sottintendendo che il mercenario russo è stato assunto da Trowbridge. A Londra, Hayford e Hal raggiungono Grove, ma vengono coinvolti nell'esplosione di un'autobomba. Kate viene informata dell'attentato. Durante i titoli di coda, una voce britannica si identifica come Dolphin 3-6 e cerca di stabilire un contatto radio, ma non riceve alcuna risposta.